# Lycosphingia hamatus
Lycosphingia hamatus är en fjärilsart som beskrevs av Herman Dewitz 1879. Lycosphingia hamatus ingår i släktet Lycosphingia och familjen svärmare. Inga underarter finns listade i Catalogue of Life.